# Xabi Alonso
Artikeln följer den spanska namnseden; faderns efternamn är Alonso och moderns efternamn Olano.
Xabier "Xabi" Alonso Olano, född 25 november 1981 i Tolosa, är en spansk före detta fotbollsspelare som numera är tränare för Real Madrid. Hans naturliga position var central mittfältare, där han ofta spelade som en djupt liggande spelfördelare. Han spelade i det spanska landslaget 2003-2014. Alonso är yngre bror till Mikel Alonso, även han fotbollsspelare.

## Klubbkarriär

### Real Sociedad
Efter att ha spelat i den baskiska klubben Antiguoko (tillsammans med Mikel Arteta) köptes Alonso av Real Sociedad och debuterade för A-laget i en Copa del Rey-match mot Logroñes 1999. Alonso kom att spela i ytterligare fjorton matcher innan han inför säsongen 2000–2001 lånades ut till SD Eibar. Han återvände till Sociedad senare samma säsong, för att där vinna en ordinarie plats i laget. Han gjorde tre mål på 33 matcher säsongen 2002–2003, när Sociedad slutade på andra plats i den spanska förstadivisionen. När Alonso gjorde mål i Sociedad var det en tradition att han fick en färsk fisk av sina vänner.

### Liverpool
I augusti 2004 köpte Liverpools nya manager Rafael Benitez Alonso. Han gjorde sin debut för laget på bortaplan mot Bolton Wanderers, en match som Liverpool förlorade med 1–0. Alonsos första mål för Liverpool kom i en träningsmatch mot Notts County. Hans första mål i en tävlingsmatch kom från en frispark i en match mot Fulham den 16 oktober 2004. Liverpool låg vid halvtid under med 2–0, men lyckades efter Alonsos inbyte vända underläget till en 4–2-seger. I en match mot Chelsea på nyårsdagen 2005 bröt Alonso vristen efter en tackling av Frank Lampard och blev borta i tre månader. Han gjorde comeback i andra mötet av kvartsfinalen i Champions League mot Juventus. I finalen mot AC Milan i maj samma år gjorde Alonso Liverpools tredje mål (på egen straffretur) då Liverpool hämtade upp ett 3–0-underläge och senare vann finalen på straffar.
Efterföljande säsong spelade Alonso 35 av 36 ligamatcher och spelade från start då Liverpool besegrade West Ham i FA-cupfinalen den 13 maj 2006. Alonso spelade sin andra Champions League-final den 23 maj 2007 då Liverpool förlorade mot AC Milan med 2–1.
Den 12 januari 2008 spelade Alonso sin 100:e ligamatch för Liverpool.

### Real Madrid
Den 4 augusti 2009 kom Liverpool överens med den spanska storklubben Real Madrid om en övergångssumma för Xabi Alonso. Dagen efter genomgick han en läkarundersökning. Sedan 2009 har Alonso haft en betydande roll i Real Madrids centrala mittfält. Han vann bland annat La Liga, spanska cupen, spanska supercupen samt Champions League.

### Bayern München
Säsongen 2014/2015 skrev han på för tyska Bayern München. Den 9 mars 2017 avslöjade Xabi Alonso genom Instagram att säsongen 2016/2017 var hans sista säsong. Hans sista match som central mittfältare för Bayern München var den 20 maj 2017 när Bayern München mötte SC Freiburg. 
Efter säsongen 2016/2017 avslutade Alonso sin fotbollskarriär.

## Landslagskarriär
Alonso debuterade för det spanska landslaget den 30 april 2003 i en vänskapsmatch mot Ecuador, vilket Spanien vann 4–0. Han har deltagit i tre EM-turneringar (EM 2004, EM 2008) samt EM 2012) och har vunnit EM 2008 samt EM 2012. Han var även med i VM 2006, VM 2010 och VM 2014. Han lyckades även plocka med sig hem en guldmedalj från VM 2010.
Alonso gjorde sitt första landslagsmål i Spaniens gruppspelsmatch mot Ukraina i VM 2006. Alonso har vunnit EM 2008 i Österrike och Schweiz, VM 2010 i Sydafrika samt EM 2012 i Polen & Ukraina. Den 27 augusti 2014 meddelade Alonso att han slutar från det spanska landslaget.
Han spelade även några matcher för Baskien.

## Tränarkarriär

### Bayer Leverkusen

#### 2022/2023: Klättringen från nedflyttningsplats
Den 5 oktober 2022 presenterades Alonso som ny huvudtränare i Bayer Leverkusen på ett kontrakt fram till juni 2024. Han ersatte Gerardo Seoane då klubben var näst sist i Bundesliga efter åtta matcher, vilket var Bayer Leverkusens sämsta säsongsstart sedan 1979. Tre dagar senare debuterade Alonso i en 4–0-seger över Schalke 04. När han tog över som huvudtränare i klubben återstod det tre matcher av gruppspelet i Champions League. Efter en 3–0-förlust mot Porto den 12 oktober, en 2–2-match mot Atlético Madrid den 26 oktober samt en 0–0-match mot Club Brugge den 1 november så slutade Bayer Leverkusen på tredje plats i sin grupp och kvalificerade sig för slutspelet i Europa League.
Efter några inledningsvis svåra månader för Alonso vände formen för Bayer Leverkusen som kvalificerade sig för semifinal i Europa League, vilket var första gången klubben lyckades nå semifinalen i Europaspelet på 21 år. I semifinalen blev klubben dock utslagna med totalt 1–0 efter ett dubbelmöte mot AS Roma. Bayer Leverkusen slutade på sjätte plats i Bundesliga och kvalificerade sig för Europa League följande säsong.

#### 2023/2024: Historisk Bundesliga-titel
Den 4 augusti 2023 skrev Alonso på ett nytt kontrakt i Bayer Leverkusen fram till juni 2026. Under sommarens transferfönster identifierade han de områden i laget som behövde förbättringar och gjorde strategiska värvningar som Schweiz lagkapten Granit Xhaka, Jonas Hofmann, Alejandro Grimaldo och Victor Boniface. Alonso valde att använda sig av formationen 3–4–3 med fokus på passningsspelet och kontringar. I gruppspelet i Europa League vann klubben samtliga sex matcher och gjorde 19 mål. Bayer Leverkusen inledde säsongen med 33 tävlingsmatcher i rad utan förlust, vilket blev ett nytt rekord för flest match i rad utan förlust för ett tyskt lag.
Den 14 april 2024 vann Bayer Leverkusen med 5–0 över Werder Bremen och säkrade då sin första Bundesliga-titel genom tiderna.
Real Madrid
2025: Real Madrid
Den 26 maj 2025 presenterades Alonso som ny huvudtränare för Real Madrid.

## Meriter

### Som spelare
Liverpool
- Uefa Champions League: 2004/2005
- FA-cupen: 2005/2006
- Uefa Super Cup: 2005

Real Madrid
- La Liga: 2011/2012
- Uefa Champions League: 2013/2014

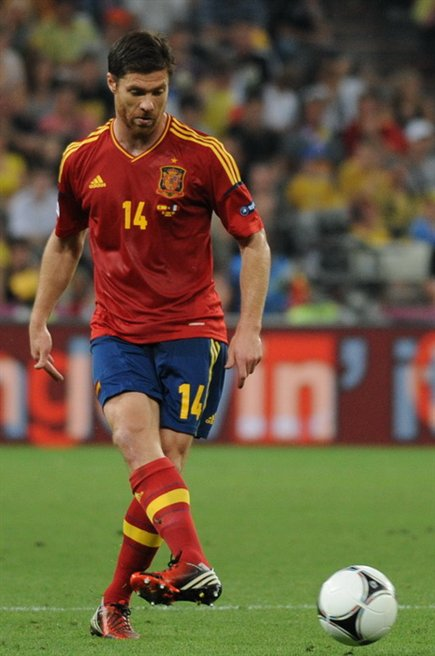
Xabi Alonso i EM 2012

- Copa del Rey: 2010/2011, 2013/2014
- Supercopa de España: 2011/2012
- Uefa Super Cup: 2014

Bayern München
- Bundesliga: 2014/2015, 2015/2016, 2016/2017
- Tyska cupen: 2015/2016
- Tyska supercupen: 2016

Spanien
- EM-Guld 2008
- VM-Guld 2010
- EM-Guld 2012

### Som tränare
Bayer Leverkusen
- Bundesliga: 2023/2024